# Acrotylus insubricus
Acrotylus insubricus is een rechtvleugelig insect uit de familie veldsprinkhanen (Acrididae). De wetenschappelijke naam van deze soort is voor het eerst geldig gepubliceerd in 1786 door Scopoli.